# 悟真寺 (西安市)

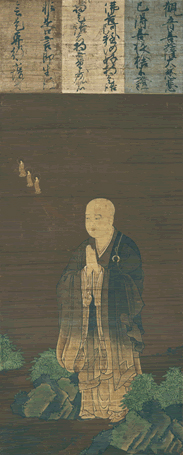
善導大師

悟真寺（ごしんじ、wuzhensi）は、中国陝西省西安市藍田県にある終南山の麓に位置している。建立は西晋以前であると言われている。隋の開皇14年（594年）に高僧である浄業法師が詔により、建築事業が始まり、正式に悟真寺となった。隋唐時代に、善導大師がこの地で浄土宗を広めたことで、中国国内はもとより、日本や海外でも師匠が居た場所として（祖庭）有名である。
隋唐時代には、多くの高僧がこの地に集まった。浄業法師にはじまり、慧超・法誠・法盛・静蔵・空蔵・慧遠・慧因・保恭・啓芳・玄果・玄際・法蔵・恵詳・清虚・楚金などの高僧がこの地に足を踏み入れた。なかでも日本の法然上人と親鸞上人にも多大な影響を与えた善導大師もこの地で修行に励んだ。またこの時代には日本や朝鮮から多くの僧侶が留学に訪れた。また日本でも有名な白居易はここで詩をうたい（游悟真寺詩）現代でも有名になっている。
当時には僧侶の数は1000人あまりが修行を行い、北院・南院・竹林寺・水陸道場・華厳院とともに六つの寺院があった。現在では幾代もの王朝を経た結果、かつての輝きはなくなってはしまったものの、未だに線香を上げにくる人々は絶えることがない。